# Меморијални турнир „Влахо Бато Орлић”
Меморијални турнир Влахо Бато Орлић је међунардни сениорски ватерполо турнир, који се одржава у знак сећања на "оца" југословенског и српског ватерпола, Влаха Орлића.

## Први турнир 2022.
Прво издање турнира одржано је од 30.9. до 2.10.2022. године, на затвореном пливалишту СРЦ 11. април, које такође носи име Влахо Орлић. Турнир је био веома јак, са чак три бивша европска првака, ВК Партизан из Београда, ВК Солнок и ВК Ференцварош из Мађарске, затим француски тим Ноази, као и две екипе домаћина, ВК Нови Београд и ВК Вукови.
После укупно 11 одиграних утакмица, Нови Београд је освојио турнир победом у финалу над мађарским Ференцварошем, резултатом 16:11. За најбољег играча турнира проглашен је играч победничке екипе Душко Пијетловић, док је Партизанов голман Јевгени Костров, проглашен за најбољег чувара мреже.
| А група                 |       |
| Нови Београд - Партизан | 12:5  |
| Нови Београд - Ноази    | 21:6  |
| Партизан - Ноази        | 15:14 |

| Б група              |       |
| Солнок - Вукови      | 20:7  |
| Ференцварош - Солнок | 11:10 |
| Ференцварош - Вукови | 20:12 |

#### Полуфинале | 01. октобар 2022.:
| Нови Београд | 10:5 | Солнок |
| ------------ | ---- | ------ |
|              |      |        |

| ВК Партизан | 14:15 | Ференцварош |
| ----------- | ----- | ----------- |
|             |       |             |

#### за 5. место | 02. октобар 2022.:
| Ноази | 15:10 | Вукови |
| ----- | ----- | ------ |
|       |       |        |

#### за 3. место | 02. октобар 2022.:
| Солнок | 10:9 | Партизан |
| ------ | ---- | -------- |
|        |      |          |

#### Финале | 02. октобар 2022.:
| Нови Београд | 16:11 | Ференцварош |
| ------------ | ----- | ----------- |
|              |       |             |

## Други турнир 2023.
Друго издање турнира одржано је од 8.9. до 10.9.2022. године. Турнир је као и 2022. године имао међународни карактер са учешћем три бивша европска првака, ВК Партизан из Београда, ХАВК Младост из Загреба и немачки Шпандау 04, који је уз ПВК Јадран из Херцег Новог, и домаћина ВК Нови Београд, учесник овогодишњег издања Лиге шампиона, као и екипа ВК Шабац.
Нови Београд  је освојио и друго издање турнира, али су сви тимови првенствено имали за циљ припрему за почетак сезоне. 
| А група                 |       |
| Нови Београд - Партизан | 18:12 |
| Нови Београд - Младост  | 19:8  |
| Партизан - Младост      | 18:10 |

| Б група             |       |
| Шпандау 04 - Јадран | 12:17 |
| Шпандау 04 - Шабац  | 7:8   |
| Јадран - Шабац      | 13:11 |

#### за 5. место | 09. септембар 2023.:
| Младост | 14:16 | Шпандау 04 |
| ------- | ----- | ---------- |
|         |       |            |

#### Полуфинале | 09. септембар 2023.:
| Нови Београд | 16:7 | Шабац |
| ------------ | ---- | ----- |
|              |      |       |

| Јадран | 10:10 | Партизан |
| ------ | ----- | -------- |
|        |       |          |
| Пенали |       |          |
|        | 5:4   |          |

#### за 3. место | 10. септембар 2023.:
| Шабац | 14:11 | Партизан |
| ----- | ----- | -------- |
|       |       |          |

#### Финале | 10. септембар 2023.:
| Нови Београд | 17:11 | Јадран |
| ------------ | ----- | ------ |
|              |       |        |